# Nemanja Mladenović
Nemanja Mladenović (serbisch-kyrillisch Немања Младеновић, * 4. Januar 1994 in Sombor) ist ein serbischer Handballspieler.

## Karriere
Der 1,93 Meter große Rückraumspieler wechselte 2011 vom ungarischen Klub KC Veszprém zum deutschen Verein VfL Gummersbach. Mit der Gummersbacher A-Jugend-Mannschaft wurde er 2012 deutscher Vizemeister. Er lief für den VfL sowohl in der Handball-Bundesliga als auch in der 3. Liga auf. In der Saison 2011/12 spielte er mit Gummersbach im Europapokal der Pokalsieger. Nachdem Mladenović im Dezember 2013 aus disziplinarischen Gründen aus dem Gummersbacher Bundesligakader gestrichen wurde, wechselte er im Februar 2014 zum Zweitligisten HC Empor Rostock, wo er einen Vertrag bis 2015 unterschrieb, der im Januar 2015 vorzeitig aufgelöst wurde. Daraufhin schloss er sich dem französischen Erstligisten Cesson-Rennes Métropole HB an. Nachdem Mladenović in der Saison 2016/17 für den mazedonischen Erstligisten RK Metalurg Skopje aufgelaufen war, wechselte er zum rumänischen Verein HC Dobrogea Sud Constanța. Seit der Saison 2019/20 steht er beim portugiesischen Verein Sporting Lissabon unter Vertrag. Beim IHF Super Globe 2022 lief er für den Verein Khaleej Club auf.
Mladenović gehört zum Kader der serbischen Männer-Nationalmannschaft. Mit der serbischen Jugendnationalmannschaft nahm er an der U-19-Weltmeisterschaft 2013 in Ungarn teil. Dort war er mit 50 Treffern der erfolgreichste serbische Torschütze.